# Pârâul Caprei, Iara
Pârâul Caprei este un curs de apă, afluent al râului Iara. 